# Technique des impulsions
La technique des impulsions (pulsing en anglais) est une technique de lutte contre l'incendie en intérieur (milieu clos ou semi-clos). Elle consiste à envoyer en l'air de petites impulsions de jet diffus au débit maximum, en général une impulsion à droite, puis à gauche, puis au milieu.
C'est une technique dite « d'attaque 3D » dont le but est de refroidir les gaz et fumées ; c'est une alternative à la technique du crayonnage.